# Choroba Schildera
Choroba Schildera (rozlane stwardnienie mózgu, ang. diffuse myelinoclastic sclerosis) – rzadka choroba demielinizacyjna, zazwyczaj traktowana jako wariant stwardnienia rozsianego. Zazwyczaj chorują dzieci między 5. a 14. rokiem życia.

## Historia
Chorobę opisał jako pierwszy Paul Ferdinand Schilder w 1912 roku, jednak przez długi czas pod tą nazwą opisywano różne inne patologie istoty białej mózgu, między innymi adrenoleukodystrofie, podostre stwardniające zapalenie mózgu i niektóre przypadki stwardnienia rozsianego. W 1925 roku Edward Flatau opisał szczegółowo chorobę i zasugerował użycie nazwy encephaloleukopathia scleroticans progressiva w miejsce encephalitis periaxialis diffusa Schildera. W 1986 roku Poser zaproponował kryteria rozpoznania choroby Schildera, znacznie zawężające pojęcie tej jednostki nozologicznej.

## Objawy i przebieg
Objawy przypominają objawy stwardnienia rozsianego: są to otępienie, afazja, drgawki, zmiany osobowości, deficyt uwagi, drżenie, niezborność, inkontynencja, słabość mięśni, bóle głowy, wymioty, zaburzenia widzenia i mowy.

## Rozpoznanie
Rozpoznanie choroby Schildera stawiane jest na podstawie kryteriów Posera:
1. Jedna lub dwie mniej więcej symetryczne plaki > 2 cm średnicy
2. Brak innych zmian ośrodkowego układu nerwowego i brak nieprawidłowości obwodowego układu nerwowego
3. Prawidłowe wyniki badań czynności nadnerczy i poziomu długołańcuchowych kwasów tłuszczowych w osoczu
4. Typowy obraz rozsianego podostrego lub przewlekłego rozpadu mieliny.

## Leczenie
U niektórych pacjentów skuteczne mogą być kortykosteroidy. Ponadto zaleca się leczenie zachowawcze: fizjoterapię, terapię zajęciową i diety.